# Bella Sims
Arabella "Bella" Sims (ur. 25 maja 2005) – amerykańska pływaczka specjalizująca się w stylu dowolnym, wicemistrzyni olimpijska i mistrzyni świata w sztafecie 4 × 200 m stylem dowolnym.

## Kariera
W 2021 roku podczas igrzysk olimpijskich w Tokio płynęła w wyścigu eliminacyjnym na pierwszej zmianie sztafety 4 × 200 m stylem dowolnym i uzyskała czas 1:58,59. Otrzymała srebrny medal, kiedy Amerykanki zajęły w finale drugie miejsce.